# سيدريك جونز
سيدريك جونز (بالإنجليزية: Cedric Jones)‏ هو لاعب كرة قدم أمريكية أمريكي، ولد في 30 أبريل 1974 في هيوستن في الولايات المتحدة.

## وصلات خارجية
- سيدريك جونز على موقع مرجع كرة القدم المحترفة.كوم (الإنجليزية)